# Nomofilachia
La nomofilachia (o nomofilacia o funzione nomofilattica) è, nel diritto, il compito di garantire l'osservanza della legge, la sua interpretazione uniforme e l'unità del diritto in uno Stato.
L'aggettivo "nomofilattico" deriva dal greco νόμος, che significa "norma", unito al verbo φυλάσσω, che indica l'azione del "proteggere con lo sguardo".

## La funzione nomofilattica nella giurisprudenza italiana
Tale funzione nell'ordinamento italiano è descritta dall'art. 65 della legge sull'ordinamento giudiziario italiano (R.D. 30 gennaio 1941 n. 12):
La corte suprema di cassazione ha sede in Roma ed ha giurisdizione su tutto il territorio del regno, dell’impero e su ogni altro territorio soggetto alla sovranità dello Stato.»
funzione che il regio decreto del 1941 attribuisce alla Corte Suprema di Cassazione
Come chiaramente indicato dal suindicato articolo, la funzione nomofilattica della Cassazione si articola in due sottofunzioni ben distinte: da un lato garantire l'attuazione della legge nel caso concreto, realizzando la giurisdizione in senso stretto, dall'altro fornire indirizzi interpretativi “uniformi” per mantenere, nei limiti del possibile, l'unità dell'ordinamento giuridico, attraverso una sostanziale uniformazione della giurisprudenza.
Il controllo degli indirizzi interpretativi obbedisce all'elementare esigenza di garantire la certezza del diritto; tuttavia, stante la grande complessità della materia giuridica, la naturale mutazione dei tempi, delle idee e dei giudici persone fisiche chiamati a ricoprire incarichi nella magistratura di legittimità, non è infrequente osservare mutamenti nella giurisprudenza della Cassazione, che per la loro rapidità e drasticità, potrebbero far pensare - volendo utilizzare un'espressione a effetto - che la nomofilachia non trovi adepti neppure fra le file dei suoi sacerdoti.
Su queste premesse, è da tempo in corso il dibattito sulla cosiddetta crisi della funzione nomofilattica, cui si è recentemente tentato di porre rimedio con il D. Lgs. n. 40/2006, che ha mirato sostanzialmente a dare maggiore peso alle pronunce a Sezioni Unite della Corte di Cassazione, impedendo alle sezioni semplici di discostarsi da esse, se non rimettendo motivatamente la questione problematica a una nuova pronuncia delle Sezioni Unite (cfr. art. 374 c.p.c.).
Con il medesimo provvedimento citato, si è anche dato ampio spazio al principio di diritto enunciato nella sentenza di legittimità, attribuendo in tal modo un ruolo essenziale all'Ufficio del massimario che, in seno all'organizzazione della Corte di cassazione, si occupa della redazione delle massime delle pronunce emanate dalla Corte Suprema di cassazione.
Malgrado tali importanti innovazioni, tuttavia, la funzione nomofilattica conserva un ruolo autorevole, ma non acquista alcuno spazio autoritativo.

Il nostro ordinamento resta ispirato a una struttura di civil law e il valore giuridico delle sentenze resta quello di risolvere le controversie fra le parti, i loro eredi e aventi causa e non quello di fissare nuovi principi di diritto vincolanti, come avviene grazie al criterio dello stare decisis negli ordinamenti di common law.
Si consideri tuttavia che la vera forza nomofillattica non sta tanto e solo nel ruolo istituzionale dell'autorità giurisdizionale che ha emanato la sentenza, ma risiede piuttosto nella capacità di quest'ultima di disegnare un percorso argomentativo solido e convincente e - quel che più conta - in aderenza con le esigenze giuridiche del momento storico.
Svolgono anche un'essenziale funzione nomofilattica le sezioni riunite della Corte dei conti e il Consiglio di Stato, in adunanza plenaria e adunanza generale.

## La funzione nomofilattica nella giurisprudenza internazionale
La funzione nomofilattica non opera soltanto nel diritto interno.
Tralasciando i profili di diritto comparato, si deve quantomeno tener presente che svolge una sostanziale funzione nomofilattica, per il settore di relativa competenza anche la Corte di giustizia dell'Unione europea.
La cosiddetta competenza a titolo pregiudiziale, infatti non è altro che l'esplicazione "ante iudicium" di una funzione nomofilattica collegata all'applicazione del diritto comunitario e centralizzata - come per la Corte di cassazione con le Sezioni Unite - in una particolare formazione operativa della Corte medesima, la Grande Camera.

Si tenga presente peraltro che, sulla base delle più recenti riforme della struttura della giustizia comunitaria anche il tribunale di primo grado, è adesso competente a rendere pronunce a titolo pregiudiziale in taluni settori di materie.
Una certa funzione nomofilattica è svolta anche dalla Corte internazionale di giustizia dell'Aja nell'ambito del diritto internazionale pubblico (si rinvia sul punto all'art. 38 dello Statuto della Corte), mentre un crescente bisogno di "costruire man mano una nomofilachia europea" viene ravvisato dalla dottrina inerente alla CEDU.
Per quel che concerne infine le organizzazioni internazionali al di fuori della galassia dell'ONU, si nota con sempre maggiore frequenza che, in presenza di un organo con funzioni giurisdizionali, si afferma contemporaneamente l'esercizio di una certa funzione nomofilattica, con la creazione di autonomi indirizzi giurisprudenziali e la cura per l'esatta osservanza e l'uniforme interpretazione del diritto "interno" prodotto dall'organizzazione.

Si veda, in questo senso, il chiaro esempio del WTO e dell'organismo di risoluzione delle controversie costituito al suo interno il Dispute Settlement Body (DSB).

## La funzione nomofilattica della dottrina
Poiché, in ultima analisi, la funzione nomofilattica dipende, come abbiamo visto, dalla solidità delle linee argomentative seguite per la risoluzione delle singole problematiche giuridiche di volta in volta sotto esame, non meraviglia che si possa riconoscere una funzione nomofilattica anche alla dottrina.
L'autorevolezza del singolo giurista autore e fautore di una determinata tesi potrà spingere a un graduale mutamento giurisprudenziale, che potrà infine trovare il suo sbocco nelle sentenze della stessa Cassazione, chiudendo così il circolo del controllo giuridico collettivo sulle soluzioni adottate in relazione ai correnti problemi di diritto.

## La funzione nomofilattica delle autorità indipendenti
Secondo parte della dottrina amministrativistica, anche talune autorità indipendenti svolgerebbero una funzione nomofilattica.
Poiché le authorities svolgono spesso un ruolo di elaborazione e controllo sull'applicazione di numerose normative di settore, si ritiene che esse possano svolgere, nell'ambito delle loro funzioni di vigilanza, anche un controllo di tipo nomofilattico sugli atti degli enti assoggettati al loro controllo, per verificarne l'effettiva corrispondenza con la normativa legale e regolamentare di settore.